# 中华人民共和国社会问题
中华人民共和国的社会问题，从二十一世纪长程的角度看可被视作各种全球性社会问题的缩影。尽管自改革开放以来令人瞩目的经济增长，中华人民共和国所面临的许多社会问题则远没有得到缓和或解决，還有更甚者將其發展引發的經濟問題曾引申為中华人民共和国体制崩潰的依據。随着中国门户开放、经济改革中各种新问题的出现，加上习近平出任中共中央总书记以来经济发展放缓，许多矛盾甚至显得比以前更为尖锐。
中华人民共和国今后是否能够成功地采取对策解决这些问题、获得稳定而持续的发展，不仅对该国本身、而且对世界其他许多发展中国家都有巨大的意义，例如其持續三十年不停滯的經濟成長已經引起了世界的關注與學習浪潮。而目前與未來能見證的事件如政府腐敗、貧富差距、未來少子化、环境恶化、资源枯竭或分布不均等广义社會問題，都將是考验中国共产党执政下的中国特色社会主义是否能长期維持的關鍵問題。

## 概述
官方统计数据显示，中国大规模骚乱事件的数量正在“沸腾……到爆发的边缘”。从1993年的8,709起上升到2007年至2009年每年超过90,000起。原因包括被剥夺权利的移民和失业工人阶级的不满，许多中国人对中国体制的深刻失望，以及传统国家控制手段的削弱。
北京工业大学的胡星斗教授指出，腐败、国家垄断、日益扩大的贫富差距以及住房、教育和医疗费用的增加都显著导致了社会动荡。他指出，土地征用和日益扩大的财富差距是最主要的两个因素，并指出自1979年邓小平改革开放以来，城乡人口之间的差距从1978年的2.56:1增加到2009年的3.33:1。
1978年，中国城市平均月收入为343元，而农村月收入为134元；2009年，相应的数字分别为17,175元和5,153元。尽管城市收入总体上升，但失业、拖欠工资和警察不当行为仍然是中国人不满的来源。政府和官员腐败在中国仍是一个非常大的问题。

## 社会经济发展的不平衡
- 贫富悬殊
- 垄断行业与非垄断行业收入差距
- 城乡差距
- 三农问题

## 人口困扰与社会安全网的缺失
- 人口過多的经济负担
- 过去计划生育政策对人口结构可能的负面影响：如出生率低迷、新生儿性别比例失衡、未来的老龄化问题[6]等
- 社会保障缺陷
- 较高的失业率、待业率、流动人口或“盲流”

## 医疗保障覆盖面不足
- 缺乏覆盖全国的、有效的公共卫生保健制度和体系[7]
- 传染病（如乙型肝炎）、艾滋病与其他各种性病的控制
- 如何降低吸烟人口、减低吸烟对公众健康的危害
- 面对社会的急剧变革，心理诊治与咨询辅助人员、社会支持的培养和投资严重不足
- 医疗资源严重不足，医生与患者比例失调。体制不健全导致的医患矛盾

## 政府治理与法制问题
- 腐败
- 公权力的无序扩张与滥用
- 大规模监控
- 审查制度的泛滥
- 法治建设滞后
- 公众缺乏对政府财政的有效促进、监督和审计
- 決策过程缺乏透明度：政府怎样才能广泛而有效地汇集民间智慧、完善决策流程

## 环境挑战
- 水资源贫乏
- 污染严重
- 环境保护与资源匮乏的矛盾

## 教育资源分配不均
- 义务教育有待在中国农村和流动人口中进一步普及
- 职业教育与成人教育的机构（如社区学院）及基础设施（如公共图书馆）严重缺失
- 教育资源（如有关教育方面的财政投入、公立的高等教育机构等）的分布不尽合理
- 如何改进教育制度使之鼓励创新、有助学生掌握生活与工作中有用的技能、推进经济与社会的发展
- 中国的学生面临来自朋友、家庭和社会的极大压力，要求他们在竞争激烈的学校中表现出色（尤其是在高考中）。这种压力可能导致家长或学生采取不道德的行为（如贿赂、作弊等）以进入最好的学校[8]

## 犯罪与社会冲突
- 如何减少犯罪率及社会冲突，在现实中体验和谐社会

## 文化传统的传承面临挑战
- 如何使新生代乐于学习、承继文化传统中有价值的成分
- 新生代思潮与传统思潮的矛盾

## 道德問題
- 市场竞争带来的对集体主义价值观的冲击[9]
- 传统儒家道德和信仰的丧失
- 碰瓷

## 人权问题
中华人民共和国人权状况受到国际社会上一些政府、组织和人士的高度关注。世界多个国家政府、机构、组织及媒体认为中华人民共和国公民缺乏各类政治自由与权利。在1978年末实行改革开放以后，该国的人权状况虽有一定程度的改善，但在2012年末习近平出任中共中央总书记上台执政以来持续恶化，引发更多争议。

## 種族歧視
城市中對於非裔居民的種族歧視

## 就业
随着中国大陆高校扩招，高校毕业生数量和就业压力都在逐年增加。
2023年8月15日，中国国家统计局发言人付凌晖在记者会上宣布，由于调查统计工作的“健全优化”，自今年8月起将不再发布这一数据。